# Jumping Juna
Jumping Juna is een attractie in het Nederlandse attractiepark Toverland. De attractie opende 1 juli 2023 in het themagebied Avalon. De attractie is vormgegeven als draaimolen bestaand uit zes voertuigen. Deze zijn gedecoreerd naar de witte Eenhoorn Juna en de rode draak Sparky. Het dak van de overdekte attractie is vormgegeven als gele hoed. Een verwijzing naar de hoed van tovenaar Merlijn. Op het plafond zijn schilderingen van sterrenbeelden te vinden.

## Geschiedenis
Op 7 juli 2018 opende het themagebied Avalon, bestaand uit twee attracties, speeltuin en restaurant. Het attractiepark vond dat bezoekers te kort in dit gebied verbleven. Als oplossing werd ervoor gekozen om het themagebied uit te bereiden met onder meer vier attracties, waaronder Jumping Juna. De bouw van de attractie begon in 2022. Uiteindelijk werd Jumping Juna geopend op 1 juli 2023 tezamen met de andere drie nieuwe attracties in het themagebied. Een dag eerder, 30 juni, werd de attractie geopend voor genodigden. Van de bouw van de attractie werd een achter-de-schermendocumentaire gemaakt.